# Omega-Konstante
Die Omega-Konstante {\displaystyle \Omega } ist eine mathematische Konstante, die implizit durch
{\displaystyle \Omega e^{\Omega }=1}
mit der Eulerschen Zahl {\displaystyle e} definiert ist. Es gilt
{\displaystyle \Omega =W(1),}
wobei {\displaystyle W} die Lambertsche W-Funktion ist. Die Bezeichnung {\displaystyle \Omega } kommt von Omegafunktion, dem zweiten Namen der Lambertschen W-Funktion.
Die ersten Dezimalstellen von {\displaystyle \Omega } lauten
{\displaystyle \Omega =0{,}567\,143\,290\,409\,783\,872\,999\,968\,662\,210\dots }

## Eigenschaften
- {\displaystyle \Omega =-\ln \Omega }  bzw.  {\displaystyle \Omega =\ln {\tfrac {1}{\Omega }}}
- {\displaystyle \Omega =e^{-\Omega }}  bzw.  {\displaystyle {\tfrac {1}{\Omega }}=e^{\Omega }}, d. h., an der Stelle {\displaystyle \Omega } schneiden sich die Exponentialfunktion {\displaystyle x\mapsto e^{x}} und die Funktion {\displaystyle x\mapsto 1/x}.
- Wenn man einen Potenzturm anlegt, der mit {\displaystyle e} beginnt und mit {\displaystyle -e} nach oben geht, erhält man {\displaystyle \Omega }:

{\displaystyle \Omega =e^{-e^{-e^{\cdot ^{\cdot ^{\cdot }}}}}}
- Anders formuliert bedeutet dies, dass {\displaystyle \Omega } der Grenzwert der durch

{\displaystyle \Omega _{n+1}=e^{-\Omega _{n}}}
mit beliebigem Startwert {\displaystyle \Omega _{0}} rekursiv definierten Folge ist.
Die Folge konvergiert mit knapp einer viertel Dezimalstelle (genauer: {\displaystyle \Omega \lg e}) pro Glied sehr langsam.
- Durch

{\displaystyle \Omega =e^{-1}\uparrow \uparrow \infty :=\lim _{n\to \infty }e^{-1}\uparrow \uparrow n}
kommt in der sog. Pfeilschreibweise die Beziehung
{\displaystyle \Omega =(1/e)^{(1/e)^{(1/e)^{\cdot ^{\cdot ^{\cdot }}}}}}
zum Ausdruck, dass {\displaystyle \Omega } also der Wert dieses unendlichen Potenzturmes mit lauter gleichen Basen {\displaystyle 1/e} ist, was wiederum nur eine ziemlich triviale Umformulierung der beiden vorstehenden Eigenschaften darstellt. Sie führt zu den gleichen Folgengliedern.
- Quadratisch dagegen konvergiert {\displaystyle \Omega _{n+1}={\tfrac {1+\;\Omega _{n}}{1+e^{\Omega _{n}}}}}.[4]
- {\displaystyle \int _{-\infty }^{\infty }{\frac {1}{(e^{t}-t)^{2}+\pi ^{2}}}\,\mathrm {d} t={\frac {1}{1+\Omega }}=0{,}638\,103\,743\,365\,110\,778\,522\,407\,385\,519\dots }[5]
- {\displaystyle \Omega ={\frac {1}{\pi }}\ \operatorname {Re} \int _{0}^{\pi }\!\!\!\ln {\frac {e^{e^{it}}-e^{-it}}{e^{e^{it}}-e^{it}}}\,\mathrm {d} t},[6] wobei mittels {\displaystyle \operatorname {Re} } der Realteil des Integrals gebildet wird.
- {\displaystyle \Omega } ist eine transzendente Zahl.

Wäre nämlich {\displaystyle \Omega } eine algebraische Zahl, wäre nach dem Satz von Lindemann-Weierstraß {\displaystyle e^{-\Omega }} transzendent. Das widerspricht aber {\displaystyle e^{-\Omega }=\Omega }, sodass {\displaystyle \Omega } eine transzendente Zahl sein muss.